# Arne Lundquist
Arne Lundquist, född 30 april 1943 i Degerfors i Värmland, var Svenska Dövidrottsförbundets förbundsordförande. Han blev den första döva som tog examen som gymnastikdirektör (idrottslärare) på GIH.
Han är även hjärnan bakom en del av dövidrottens institutioner: Skolmästerskapen för dövskolorna. Han är även en eldsjäl för dövgolfen och är en av de som legat bakom att World Deaf Golf Federation grundades, i vilken han är ordförande sedan 2006 (i styrelsen sedan 1995).
Som aktiv spelade han bland annat handboll och friidrott, både i IF Nercia och IK Hephata.